# Olympique Gymnaste Club de Nice Côte d'Azur 1997-1998
Questa voce raccoglie le informazioni riguardanti l'Olympique Gymnaste Club de Nice nelle competizioni ufficiali della stagione 1997-1998.

## Maglie e sponsor
Lo sponsor tecnico per la stagione 1997-1998 è Adidas.
| Manica sinistra · Manica sinistra · Maglietta · Maglietta · Manica destra · Manica destra · Pantaloncini · Calzettoni |

## Rosa
| N. |                    | Ruolo | Calciatore           |
| -- | ------------------ | ----- | -------------------- |
|    | Francia (bandiera) | P     | Damien Grégorini     |
|    | Francia (bandiera) | P     | Robin Huc            |
|    | Francia (bandiera) | P     | Bruno Valencony      |
|    | Francia (bandiera) | D     | Didier Angan         |
|    | Gabon (bandiera)   | D     | Pierre Aubameyang    |
|    | Francia (bandiera) | D     | Bruno Calegari       |
|    | Francia (bandiera) | D     | Olivier Fugen        |
|    | Austria (bandiera) | D     | Goran Kartalija      |
|    | Francia (bandiera) | D     | Frédéric Martin      |
|    | Francia (bandiera) | D     | Jean-Philippe Mattio |
|    | Francia (bandiera) | D     | Mickaël Rol          |
|    | Algeria (bandiera) | D     | Youssef Salimi       |
|    | Francia (bandiera) | D     | Ludovic Stefano      |
|    | Francia (bandiera) | C     | Patrice Alberganti   |
|    | Camerun (bandiera) | C     | Didier Angibeaud     |

| N. |                        | Ruolo | Calciatore           |
| -- | ---------------------- | ----- | -------------------- |
|    | Francia (bandiera)     | C     | Majid Ben Haddou     |
|    | Marocco (bandiera)     | C     | Houssine Benali      |
|    | Francia (bandiera)     | C     | Jérôme Cucchietti    |
|    | Francia (bandiera)     | C     | Gilles Doucende      |
|    | Francia (bandiera)     | C     | Frédéric Gioria      |
|    | Jugoslavia (bandiera)  | C     | Zoran Milinković     |
|    | Paesi Bassi (bandiera) | C     | Erik Regtop          |
|    | Francia (bandiera)     | C     | Henri Savini         |
|    | Francia (bandiera)     | C     | Thibault Scotto      |
|    | Germania (bandiera)    | A     | Stefan Kohn          |
|    | Francia (bandiera)     | A     | Franck Pottier       |
|    | Francia (bandiera)     | A     | Franck Vandecasteele |
|    | Belgio (bandiera)      | A     | Piet Verschelde      |
|    | Francia (bandiera)     | A     | Franco Vignola       |

## Risultati

### Coppa delle Coppe
| Arbitro: | Sarvan |

|                       |           |                   |
| Kohn 13’, 48’ Rol 79’ | Marcatori | 78’ (rig.) Wright |

| Arbitro: | Hirviniemi |

|            |           |                |
| Reilly 32’ | Marcatori | 76’ Milinković |

| Arbitro: | Garcia Redondo |

|                    |           |                |
| Aulanier 6’ (rig.) | Marcatori | 14’, 35’ Vácha |

| Arbitro: | Fröhlich |

|            |           |                   |
| Labant 80’ | Marcatori | 74’ Vandecasteele |

### Trophée des Champions
| Arbitro: | Puyalt (Aquitania) |

|                                                     |           |                        |
| Lefèvre 3’ N’Doram 15’ 17’ Ikpeba 33’ Trézéguet 76’ | Marcatori | 69’ Debbah 90’ Vignola |